# What Women Want (film fra 1920)
What Women Want er en amerikansk stumfilm fra 1920 af George Archainbaud.

## Medvirkende
- Louise Huff - Francine D'Espard
- Van Dyke Brooke - William Holliday Sr.
- Robert Ames - William Holliday Jr.
- Clara Beyers - Countess de Chevigny
- Howard Truesdale - Ezekiel Bates
- Betty Brown - Susan